# 安城市立高棚小学校
安城市立高棚小学校（あんじょうしりつ たかたなしょうがっこう）は、愛知県安城市高棚町にある公立小学校。

## 概要
- 高棚町全域が校区であり、公立中学校に進学する場合は安城市立安城西中学校に進学する。小学校までは、一番遠い新池分団の人で30分程度隣に家がある人もいる。登下校は、班で行動する。校庭には大きなポプラが埋まっており５０年以上の歴史がある。学校の行事で米を育てたり、近くの稗田川の探検をする。稗田川といえば高浜市というイメージだが稗田川は高棚町の新道川、デンソー高棚工場と周りの田の排水で成り立っている。高棚町には、有名な偉人がおりそれは、昔高棚町が高棚村だった時近くを流れる明治用水(豊田、岡崎、安城、刈谷、西尾を流れる)の測量をした石川喜平と言う人がいる。４年生の授業で石川喜平について学ぶ[1]。
- 旧・碧海郡依佐美村の小学校であった。依佐美村の4つの小学校（小垣江小学校・野田小学校・半高小学校・高棚小学校）が存在したが、安城市に編入された高棚・井杭山・二本を校区とする高棚小学校が安城市に、他の3校は刈谷市の小学校となっている。

## 沿革
- 1873年（明治6年） - 碧海郡第56学区小学高棚学校として開校。空臨寺[注釈 1]を仮校舎とする。
- 1881年（明治14年） - 空臨寺の隣接地に校舎を新築し、移転する。
- 1882年（明治15年） - 愛知県碧海郡第64番小学高棚学校に改称する。
- 1887年（明治20年） - 第2大学区第7番中学第74・75番小学高棚学校に改称する。校区は高棚村、榎前村、和泉村となり、和泉村に分教場を設置する。
- 1889年（明治22年）10月1日 - 高棚村と榎前村が合併し、高棚村となる。
- 1890年（明治23年）10月20日 - 高棚村から榎前村が分立する。
- 1892年（明治25年） - 高棚尋常小学校に改称する。
- 1897年（明治30年） - 現在の安城市高棚町郷181（高棚保育園の場所）に校舎を新築し、移転する。校区は高棚村、榎前村、和泉村、福釜村。和泉村の分教場を廃止する。
- 1903年（明治36年） - 校舎を増築する。
- 1906年（明治39年）5月1日 - 高棚村、小垣江村、野田村、半高村、榎前村の一部（井杭山）が合併し、依佐美村が発足する。
- 1907年（明治40年） - 依佐美第二尋常高等小学校に改称する。校区は高棚、井杭山となる。
- 1908年（明治41年） - 高等科を廃止し、依佐美第二尋常小学校に改称する。
- 1913年（大正2年） - 雨天体操場が完成する。
- 1917年（大正6年） - 高等科を設置し、依佐美第二尋常高等小学校に改称する。
- 1921年（大正10年） - 校舎を増築する。
- 1941年（昭和16年）4月1日 - 碧海郡依佐美村高棚国民学校に改称する。
- 1947年（昭和22年）4月1日 - 依佐美村立高棚小学校に改称する。
- 1955年（昭和30年）4月1日 - 依佐美村が分割され、高棚、井杭山、二本木は安城市へ、半城土、高須、小垣江、野田は刈谷市に編入される。高棚小学校は安城市の小学校となり、安城市立高棚小学校に改称する。校区は高棚のみとなり、井杭山、二本木は安城市立中部小学校校区となる。
- 1957年（昭和32年） - 現在地に校舎が完成し、移転する。
- 1972年（昭和47年） - プールが完成する。
- 1976年（昭和51年） - 新校舎（鉄筋コンクリート造2階建）が完成する。
- 1977年（昭和52年） - 体育館が完成する。
- 1982年（昭和57年） - 校舎（鉄筋コンクリート造3階建）が完成する。
- 1985年（昭和60年） - 管理棟が完成する。
- 2022年（令和4年） -開校150周年を迎える。

## 交通アクセス
- あんくるバス高棚線「高棚郵便局」バス停より徒歩約5分。

## 周辺施設
- 安城市立安城西中学校
- 衣浦東部広域連合安城消防署西出張所
- JAあいち中央高棚支店
- 高棚保育園
- 高棚簡易郵便局
- デンソー高棚製作所
- 豊田自動織機高浜工場
- 東海特装車
- パールライス
- 高棚公民館
- 高棚農民センター
- 高棚駐在所
- 安城市西部公民館
- 安城市西部福祉センター